# Wanted (comics)
Pour les articles homonymes, voir Wanted.
 (septembre 2012).
Si vous disposez d'ouvrages ou d'articles de référence ou si vous connaissez des sites web de qualité traitant du thème abordé ici, merci de compléter l'article en donnant les références utiles à sa vérifiabilité et en les liant à la section « Notes et références ».
Wanted est une série de comics en 6 numéros, réalisée en 2003 par Mark Millar (scénario), J.G. Jones (dessin) et Paul Mounts (couleur). Elle est publiée par le label Top Cow d'Image Comics et traduite en France par Delcourt en 2008.

## Synopsis
Wesley Gibson mène une existence minable : hypocondriaque, frustré, trompé par sa petite-amie avec son meilleur ami, martyrisé par sa patronne et  harcelé tous les soirs par une bande de racailles.  
Un jour, il se fait aborder par une certaine Fox dans un restaurant. Elle lui conseille de la suivre immédiatement ; cependant, il refuse, et cette dernière tue tous les clients du restaurant. Après avoir changé d'avis, Wesley découvre que son père (qu’il n’a jamais connu) était le « Killeur », un des meilleurs tueurs à gage au monde, et qu’il faisait partie de la « Fraternité », une organisation secrète de super-vilains qui tire les ficelles du monde depuis les ombres.
La « Fraternité » lui propose d’hériter de la fortune de son père s'il les rejoint pour un minimum de six mois, où il devra subir un « entrainement » macabre pour devenir « un homme », afin de changer radicalement de vie et de succéder à son père en devenant lui-même un super-vilain.

## Liste des personnages
Fraternité Américaine
- Professeur Solomon Seltzer. Dirigeant du continent américain et savant fou. C'est le seul à vouloir seulement la paix dans le monde et dans les Fraternités.
- Fox. Voleuse de bijoux et tueuse à gages, qui a rejoint la Fraternité à 14 ans. Elle est sortie 5 ans avec Le Killer.
- Wesley F. Gibson/Le Killer. A 24 ans il a déjà presque raté sa vie, jusqu'au jour où par obligation, il doit remplacer son père dans la Fraternité.
- Sangsue. Extra-terrestre capable de voler les pouvoirs des autres pendant 24 Heures. Il fera partie des Rebelles dirigées par Mr.Rictus
- Gros-con. Clone raté et trisomique du premier super-héros.
- M.Destefano/Le Marionnettiste. Inventeur de mini-robots tueurs. Il fait croire à sa famille qu'il est concepteur de jouets.
- Gnome. Petit lutin venant d'une autre dimension. Il est capable de modifier la réalité.
- Brain-box. Robot ultra-intelligent.

Fraternité Australienne
- Mr.Rictus. Dirigeant de l'Australie. Anciennement bon Chrétien, il fut gravement brûlé dans un accident qui le rendit fou. Il n'a jamais accepté que ce soit le Professeur qui ai été choisi pour diriger les États-Unis et l'Amérique du sud. Fox et Le Killer travaillaient pour lui avant. Il est pédophile, zoophile, extrêmement dangereux et sadique.
- Tas-de-merde. Monstre métamorphe entièrement composé d'excréments des 666 personnes les plus malfaisantes que la Terre ait porté dont Adolf Hitler, Jeffrey Dahmer et Ed Gein.
- L'Angoisse. Créature capable d'injecter du venin "psychique".
- Le Puzzle. L'un des plus anciens super-vilains. Il est Homosexuel[réf. nécessaire].
- L'Aviaire. Super-vilain dont le costume représente un Condor. Il sortait avec la mère de Wesley avant qu'elle ne rencontre Le Killer.
- Johnny Deux-Bites. Pharmacien le jour, Gangster la nuit. Il possède un Pénis de 13 pouces, qui est son cerveau criminel.

Autres membres :
- Adam one. Dirigeant de l'Afrique. Il ne vieillit pas.
- Ching-sang/The Emperor. Dirigeant de l'Asie. Puissant sorcier Chinois.
- The Future. Dirigeant de l'Europe. Il est fasciste et néo-nazi[réf. nécessaire].
- Belladone. Membre de la fraternité Européenne. Elle est Vénéneuse.
- Goldstar. Membre de la fraternité Européenne. C'est un robot.
- Cross Gibson dit Le Killer. Ancien garde du corps du Professeur, il simule sa propre "mort" pour que son fils devienne un homme.

## Analyse
Une des caractéristiques du comics est la violence outrancière dont Mark Millar a émaillé son scénario, tant dans les situations que dans le langage. Telle quelle, elle serait insoutenable, mais il produit un effet de recul en faisant s'adresser Wesley Gibson directement au lecteur, brisant ainsi la convention du quatrième mur. Le but de ce procédé est l'identification au personnage principal, dont la passivité est mise en parallèle avec celle (supposée) du lecteur ; le revirement de personnalité de Wesley et la violence qui en résulte sont ainsi tacitement cautionnés. Dans une pirouette finale, Wanted invite le lecteur à se servir de sa lecture comme d'une catharsis... ou à passer au stade supérieur et à imiter le « héros ».
Wanted tente de rendre réaliste l'univers des super-héros en affirmant qu'ils existaient mais qu'il nous l'ont fait oublier. Le comics regorge donc d'allusions à d'autres séries célèbres et tente de les transposer dans un monde réaliste, souvent en jouant le second degré ou la satire. Ainsi, quand Rictus tue froidement tous les passants dans une rue en laissant en vie un enfant en pleurs devant les cadavres de ses parents. Lorsqu'un acolyte lui demande pourquoi il l'a épargné, il répond : « Avec un peu de chance, il passera les dix-huit prochaines années à s'entrainer pour venger ces imbéciles et il deviendra quelqu'un d’intéressant a affronter quand je serai vieux ». Ceci est très clairement une référence à l'origine de Batman.

## Adaptation
- Wanted : Choisis ton destin (Wanted), film de Timur Bekmambetov, sorti en 2008.
- Wanted : Les Armes du destin suite du film en jeux vidéo. sorti en 2009

## Publication
- V.O. : Wanted #1-6 (Top Cow, 2003)
- V.O. : Wanted: Assassin’s Edition (Top Cow, 2008)
- V.F. : Wanted (Delcourt collection « Contrebande », 2008)